# Danh sách Ủy viên Ủy ban Trung ương Đảng Cộng sản Trung Quốc khóa XX

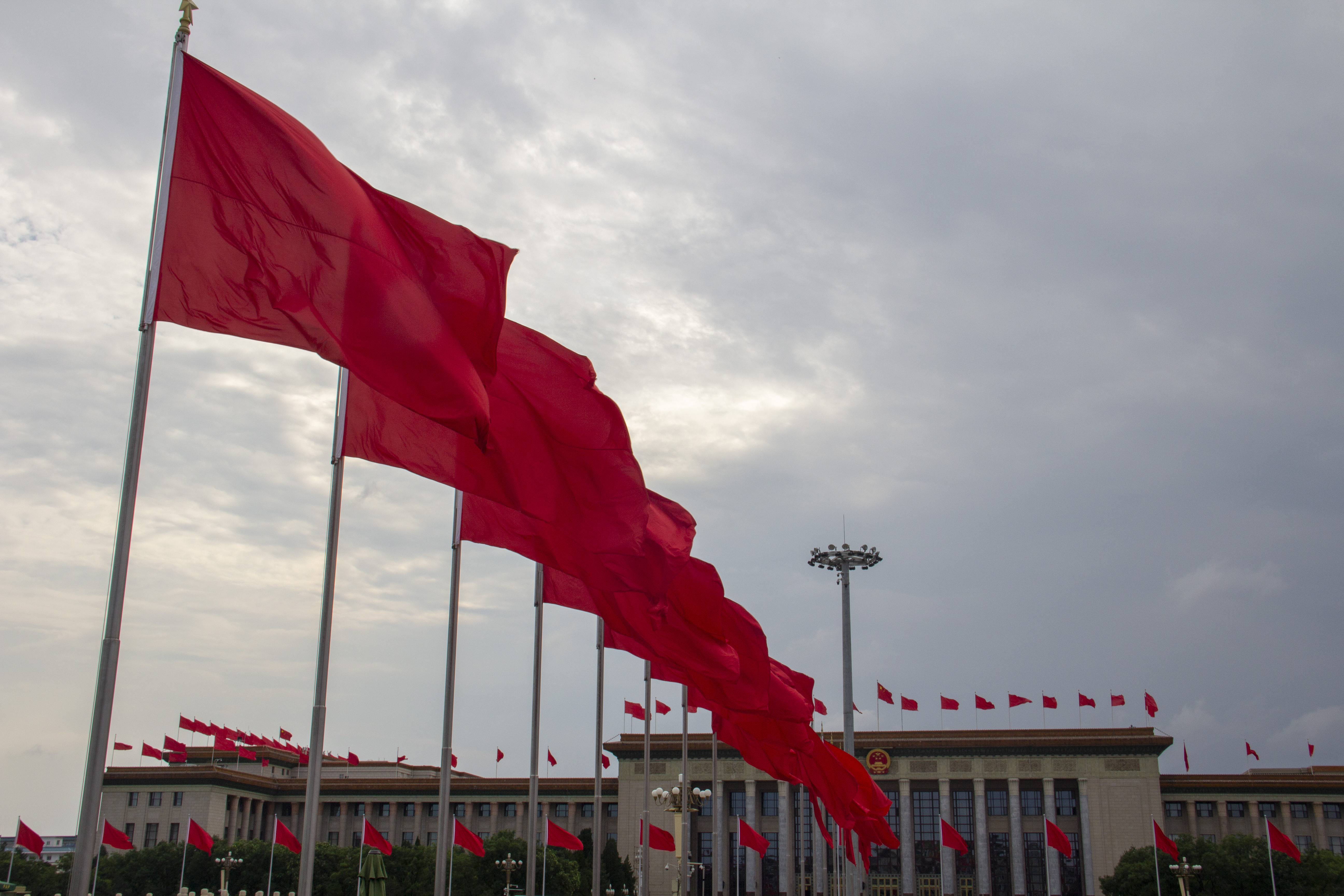
Treo hồng kỳ trước thềm sự kiện lớn ở Thiên An Môn và Đại lễ đường Nhân dân.

Đại hội Đảng Cộng sản Trung Quốc lần thứ XX được tổ chức tại Bắc Kinh, Trung Quốc từ ngày 16 đến ngày 22 tháng 10 năm 2022, với 2.296 đại biểu từ 38 đơn vị bầu cử của 4,9 triệu tổ chức Đảng cấp cơ sở trên cả nước, 83 đại biểu khách mời, đại diện cho hơn 96 triệu Đảng viên Đảng Cộng sản Trung Quốc. Theo danh sách đề xuất ứng cử "lưỡng ủy" (两委) gồm nhân tuyển cho Ủy ban Trung ương Đảng Cộng sản Trung Quốc và Ủy ban Kiểm tra Kỷ luật Trung ương Đảng Cộng sản Trung Quốc được Bộ Chính trị thảo luận và thông qua ngày 25 tháng 9 năm 2022, có các ứng viên cho Ủy ban Trung ương Đảng Cộng sản Trung Quốc khóa XX. Sau khi lựa chọn trước bởi các đoàn đại biểu khác nhau, vào ngày 21 tháng 10, Đoàn Chủ tịch tại hội nghị cuối cùng thông qua danh sách các ứng cử viên cho "lưỡng ủy". Ngày 22 tháng 10, vào ngày cuối cùng của đại hội, Đại 20 tổ chức bầu cử chính thức, lựa chọn các ứng cử viên với điều kiện đạt được quá nửa số phiếu và thông qua 205 Ủy viên Ủy ban Trung ương Đảng Cộng sản Trung Quốc khóa XX, bên cạnh đó là 171 Ủy viên dự khuyết. Nhiệm kỳ của các Ủy viên Trung ương Đảng từ ngày 22 tháng 10 năm 2022 đến khi kết thúc nhiệm kỳ của Ủy ban Trung ương Đảng, thường lệ vào cuối năm 2027. Ngay sau khi bế mạc đại hội 1 ngày, ngày 23 tháng 10, các Ủy viên chính thức, Ủy viên dự khuyết được triệu tập tham gia Hội nghị toàn thể lần thứ nhất Ủy ban Trung ương Đảng Cộng sản Trung Quốc khóa XX tại Sảnh Yến hội của Đại lễ đường Nhân dân, các Ủy viên chính thức thực hiện quyền bầu cử của mình để bầu ra cơ quan thường trực và người đứng đầu của Ủy ban Trung ương Đảng khóa XX, nhất trí người lãnh đạo hạt nhân tối cao là Tổng Bí thư Tập Cận Bình.

## Danh sách Ủy viên
- Thuộc tính giới tính, dân tộc mặc định của các Ủy viên Trung ương Đảng là nam, người Hán, có bổ sung về giới tính và dân tộc kèm theo. Ngoài ra là quân hàm và chức danh viện sĩ khoa học nếu có.
- Cột "Vị trí đảm nhiệm" trình bày chức vụ chủ đạo của các Ủy viên, thời gian tính từ ngày 23 tháng 10 năm 2022 – Hội nghị toàn thể lần thứ nhất Ủy ban Trung ương khóa XX, cho đến cuối năm 2027, khi Đại hội Đảng Cộng sản Trung Quốc lần thứ XXI khai mạc. Trường hợp Ủy viên dự khuyết được bầu bổ sung vào Ủy viên chính thức thì ô "Vị trí đảm nhiệm" của họ là các chức vụ từ lúc họ được bầu bổ sung cho đến khi khai mạc Đại 21.
- Nếu các chức vụ không được ghi chú về thời gian thì có nghĩa là được Ủy viên đảm nhiệm trong toàn bộ nhiệm kỳ của Ủy ban Trung ương, tính theo đơn vị tháng.
- Người đứng đầu Tỉnh ủy, Thành ủy, Khu ủy của đơn vị hành chính cấp tỉnh đều kiêm nhiệm Bí thư thứ Nhất Đảng ủy lực lượng quân sự của đơn vị hành chính đó, danh sách này không ghi chú kèm theo.
- Người đứng đầu Quốc vụ viện, Nhân Đại, Chính Hiệp, Pháp viện Nhân dân Tối cao, Viện Kiểm sát Nhân dân Tối cao các cấp đều là Bí thư Đảng tổ của cơ quan họ đứng đầu, danh sách này không ghi chú kèm theo.
- Người đứng đầu Chính phủ Nhân dân ở từng tỉnh, khu tự trị, trực hạt thị đều kiêm nhiệm Bí thư Đảng tổ Chính phủ Nhân dân đó, và cũng là Phó Bí thư của Tỉnh ủy, Thành ủy, Khu ủy tương ứng, danh sách này không ghi chú kèm theo. Trừ trường hợp giữ chức vụ Phó Bí thư chuyên chức là chức vụ chủ đạo.
- Đảng ủy các cơ quan, đơn vị của lực lượng vũ trang do Chính ủy là Bí thư Đảng ủy, Tư lệnh là Phó Bí thư Đảng ủy, danh sách này không ghi chú kèm theo.
- Tại các Bộ, cơ quan ngang Bộ, cơ quan trực thuộc, đơn vị công lập thuộc Quốc vụ viện, người đứng đầu tổ chức Đảng, người điều hành có thể không phải là một, danh sách này có ghi chú kèm theo.
- Danh sách này không ghi chú về vị trí thành viên các Đảng tổ.
- Quân ủy Trung ương trong danh sách này đề cập cụ thể đến Quân ủy Trung ương Đảng Cộng sản Trung Quốc.
- Danh sách này đa phần không đề cập đến các chức vụ về điều phối, phụ giúp, chức vụ được phân công, trừ trường hợp các chức vụ đó là chức vụ chủ đạo của Ủy viên.
- Trường hợp Ủy viên vi phạm kỷ luật Đảng, chịu các hình thức xử lý kỷ luật thì danh sách này chỉ đề cập khi nội dung hiệu lực của sự việc nằm trong khoảng thời gian nhiệm kỳ của Ủy ban Trung ương khóa XX.
- Mô tả về Ủy viên mặc nhiên là Ủy viên chính thức, trường hợp là Ủy viên dự khuyết thì có ghi chú kèm theo. Danh sách ghi chú kèm theo các Ủy viên từng là Ủy viên chính thưc, dự khuyết của Ủy ban Trung ương Đảng, Ủy viên Ủy ban Kiểm tra Kỷ luật Trung ương Đảng trước khóa XX.

Tổng cộng 205 Ủy viên, xếp thứ tự theo họ trong bảng bút họa chữ Hán giản thể:
| Ủy viên                               | Chân dung                       | Sinh | Quê quán                  | Chức vụ đảm nhiệm | Ghi chú                                                                | Nguồn           |
| ------------------------------------- | ------------------------------- | ---- | ------------------------- | --- | ---------------------------------------------------------------------- | --------------- |
| Đinh Học Đông                         |                                 | 1960 | Thường Châu, Giang Tô     | Phó Tổng Thư ký thường vụ Quốc vụ viện | Ủy viên khóa XIX                                                       | [ 11 ]          |
| Đinh Tiết Tường                       |                                 | 1962 | Nam Thông, Giang Tô       | Phó Tổng lý thứ nhất Quốc vụ viện (từ tháng 3, 2023) Ủy viên Ủy ban Thường vụ Cục Chính trị (thứ 6) Chủ nhiệm Văn phòng Trung ương Đảng Bí thư Ủy ban Công tác cơ quan Quốc gia và Trung ương Đảng                  | Ủy viên khóa XVIII (dự khuyết), XIX                                    | [ 12 ] [ 13 ]   |
| Vạn Lập Tuấn Viện sĩ                  |                                 | 1957 | Đại Liên, Liêu Ninh       | Chủ tịch Hội Liên hiệp Hoa kiều về nước | Ủy viên khóa XVIII (dự khuyết), XIX                                    | [ 14 ]          |
| Tập Cận Bình                          |                                 | 1953 | Phú Bình, Thiểm Tây       | Tổng Bí thư Chủ tịch nước Cộng hòa Nhân dân Trung Hoa Chủ tịch Quân ủy Trung ương Ủy viên Ủy ban Thường vụ Cục Chính trị                                                                                            | Ủy viên khóa XV (dự khuyết), XVI, XVII, XVIII, XIX                     | [ 15 ]          |
| Mã Hưng Thụy Viện sĩ                  |                                 | 1959 | Vận Thành, Sơn Đông       | Ủy viên Bộ Chính trị Bí thư Khu ủy Tân Cương Bí thư thứ Nhất, Chính ủy Binh đoàn Kiến thiết Tân Cương | Ủy viên khóa XVIII, XIX                                                | [ 16 ]          |
| Mã Hiểu Vĩ                            |                                 | 1959 | Hãn Châu, Sơn Tây         | Chủ nhiệm Ủy ban Y tế Quốc gia |                                                                        | [ 17 ]          |
| Vương Ninh                            |                                 | 1961 | Tương Hương, Hồ Nam       | Bí thư Tỉnh ủy Vân Nam Chủ nhiệm Ủy ban Thường vụ Nhân Đại Vân Nam | Ủy viên khóa XIX (bổ sung chính thức)                                  | [ 18 ]          |
| Vương Khải                            |                                 | 1962 | Lạc Dương, Hà Nam         | Tỉnh trưởng Hà Nam |                                                                        | [ 19 ]          |
| Vương Khải Trung tướng                |                                 | 1963 | Mi Sơn, Tứ Xuyên          | Tư lệnh Quân khu Tây Tạng |                                                                        | [ 20 ]          |
| Vương Dũng                            |                                 | 1955 | Cái Châu, Liêu Ninh       | Ủy viên Quốc vụ | Ủy viên khóa XVIII, XIX                                                | [ 21 ]          |
| Vương Hạo                             |                                 | 1963 | Hà Trạch, Sơn Đông        | Tỉnh trưởng Chiết Giang |                                                                        | [ 22 ]          |
| Vương Cường Thượng tướng              |                                 | 1963 | Vinh, Tứ Xuyên            | Tư lệnh Chiến khu Bắc Bộ |                                                                        | [ 23 ]          |
| Vương Bằng Trung tướng                |                                 | 1964 | Tương Hương, Hồ Nam       | Bộ trưởng Bộ Quản lý Huấn luyện Quân ủy Trung ương |                                                                        | [ 24 ]          |
| Vương Nghị                            |                                 | 1953 | Bắc Kinh                  | Ủy viên Bộ Chính trị Ủy viên Quốc vụ Bộ trưởng Bộ Ngoại giao (tới tháng 12, 2022) | Ủy viên khóa XVII, XVIII, XIX                                          | [ 25 ]          |
| Vương Tiểu Hồng                       |                                 | 1957 | Phúc Châu, Phúc Kiến      | Bí thư Ban Bí thư Bộ trưởng Bộ Công an Phó Bí thư Ủy ban Chính trị Pháp luật Trung ương | Ủy viên khóa XIX                                                       | [ 26 ]          |
| Vương Quảng Hoa                       |                                 | 1963 | Huỳnh Dương, Hà Nam       | Bộ trưởng Bộ Tài nguyên thiên nhiên |                                                                        | [ 27 ]          |
| Vương Nhân Hoa Trung tướng            |                                 | 1962 |                           | Bí thư Ủy ban Chính Pháp Quân ủy Trung ương |                                                                        | [ 28 ]          |
| Vương Văn Toàn Trung tướng            |                                 | 1962 | Tân Châu, Hồ Bắc          | Chính ủy Lực lượng Hậu cần Quân ủy Trung ương |                                                                        | [ 29 ]          |
| Vương Văn Đào                         |                                 | 1964 | Nam Thông, Giang Tô       | Bộ trưởng Bộ Thương mại | Ủy viên khóa XVIII và XIX (dự khuyết)                                  | [ 30 ]          |
| Vương Dữ Ba                           |                                 | 1963 | Trấn Bình, Hà Nam         | Tỉnh trưởng Vân Nam |                                                                        | [ 31 ]          |
| Vương Chính Phổ                       |                                 | 1963 | Yên Đài, Sơn Đông         | Tỉnh trưởng Hà Bắc |                                                                        | [ 32 ]          |
| Vương Đông Minh                       |                                 | 1956 | Khoan Điện, Liêu Ninh     | Phó Ủy viên trưởng Ủy ban Thường vụ Nhân Đại Chủ tịch Tổng Công hội | Ủy viên khóa XVII, XVIII, XIX                                          | [ 33 ]          |
| Vương Vĩ Trung                        |                                 | 1962 | Sóc Châu, Sơn Tây         | Tỉnh trưởng Quảng Đông | Ủy viên khóa XIX (bổ sung chính thức)                                  | [ 34 ]          |
| Vương Chí Quân                        |                                 | 1965 | Hohhot, Nội Mông          | Phó Bí thư chuyên chức Tỉnh ủy Hắc Long Giang |                                                                        | [ 35 ]          |
| Vương Tú Bân Thượng tướng             |                                 | 1964 | Như Đông, Giang Tô        | Tư lệnh Chiến khu Nam Bộ | Ủy viên khóa XIX (dự khuyết)                                           | [ 36 ]          |
| Vương Hỗ Ninh                         |                                 | 1955 | Lai Châu, Sơn Đông        | Chủ tịch Chính hiệp Toàn quốc (từ tháng 3, 2023) Ủy viên Ủy ban Thường vụ Cục Chính trị (thứ 4) Chủ nhiệm Ủy ban Văn minh tinh thần                                                                                 | Ủy viên khóa XVI, XVII, XVIII, XIX                                     | [ 37 ] [ 38 ]   |
| Vương Quân Chính                      |                                 | 1963 | Lâm Nghi, Sơn Đông        | Bí thư Khu ủy Tây Tạng | Ủy viên khóa XIX (dự khuyết)                                           | [ 39 ]          |
| Vương Trung Lâm                       |                                 | 1962 | Phí, Sơn Đông             | Tỉnh trưởng Hồ Bắc |                                                                        | [ 40 ]          |
| Vương Thụ Văn                         |                                 | 1966 | Tuyên Thành, An Huy       | Phó Bộ trưởng Bộ Thương mại Đại diện Đàm phán thương mại quốc tế |                                                                        | [ 41 ]          |
| Vương Xuân Ninh Thượng tướng          |                                 | 1963 | Nam Kinh, Giang Tô        | Tư lệnh Lực lượng Cảnh sát Vũ trang | Ủy viên khóa XIX (dự khuyết)                                           | [ 42 ]          |
| Vương Lị Hà (nữ, Mông Cổ)             |                                 | 1964 | Kiến Bình, Liêu Ninh      | Chủ tịch Nội Mông | Ủy viên khóa XIX (dự khuyết)                                           | [ 43 ]          |
| Vương Hiểu Huy                        |                                 | 1962 | Trường Lĩnh, Cát Lâm      | Bí thư Tỉnh ủy Tứ Xuyên Chủ nhiệm Ủy ban Thường vụ Nhân Đại Tứ Xuyên | Ủy viên khóa XIX                                                       | [ 44 ]          |
| Vương Tường Hỉ                        |                                 | 1962 | Tiên Đào, Hồ Bắc          | Bộ trưởng Bộ Quản lý khẩn cấp |                                                                        | [ 45 ]          |
| Vương Thanh Hiến                      |                                 | 1963 | Vĩnh Niên, Hà Bắc         | Tỉnh trưởng An Huy |                                                                        | [ 46 ]          |
| Vương Mông Huy                        |                                 | 1960 | Diêm Thành, Giang Tô      | Bí thư Tỉnh ủy Hồ Bắc Chủ nhiệm Ủy ban Thường vụ Nhân Đại Hồ Bắc |                                                                        | [ 47 ]          |
| Cự Can Sinh Thượng tướng              |                                 | 1962 | Bảo Kê, Thiểm Tây         | Tư lệnh Lực lượng Chi viện chiến lược |                                                                        | [ 48 ]          |
| Mao Vĩ Minh                           |                                 | 1961 | Cù Châu, Chiết Giang      | Tỉnh trưởng Hồ Nam | Ủy viên khóa XIX (dự khuyết)                                           | [ 49 ]          |
| Doãn Lực                              |                                 | 1962 | Lâm Ấp, Sơn Đông          | Ủy viên Bộ Chính trị Bí thư Tỉnh ủy Phúc Kiến (tới tháng 11, 2022) Bí thư Thành ủy Bắc Kinh (từ tháng 11, 2022) | Ủy viên khóa XVIII (dự khuyết), XIX                                    | [ 50 ] [ 51 ]   |
| Doãn Hoằng                            |                                 | 1963 | Hồ Châu, Chiết Giang      | Bí thư Tỉnh ủy Cam Túc (tới tháng 12, 2022) Chủ nhiệm Ủy ban Thường vụ Nhân Đại Cam Túc Bí thư Tỉnh ủy Giang Tây (từ tháng 12, 2022)                                                                                | Ủy viên khóa XIX (dự khuyết)                                           | [ 52 ] [ 53 ]   |
| Bagatur (Mông Cổ)                     |                                 | 1955 | Khang Bình, Liêu Ninh     | Phó Chủ tịch Ủy ban Toàn quốc Chính Hiệp | Ủy viên khóa XV (dự khuyết), XVIII, XIX Ủy viên Kiểm Kỷ khóa XVI, XVII | [ 54 ]          |
| Erkin Tuniyaz (Duy Ngô Nhĩ)           |                                 | 1961 | Aksu, Tân Cương           | Chủ tịch Tân Cương | Ủy viên khóa XIX (dự khuyết)                                           | [ 55 ]          |
| Thạch Thái Phong                      |                                 | 1956 | Du Xã, Sơn Tây            | Ủy viên Bộ Chính trị Bí thư Ban Bí thư Bộ trưởng Bộ Công tác Mặt trận Thống nhất Trung ương Viện trưởng Viện Khoa học xã hội (tới tháng 12, 2022) Phó Chủ nhiệm Ủy ban Khoa Văn Y Giáo Nhân Đại (tới tháng 3, 2023) | Ủy viên khóa XVIII (dự khuyết), XIX                                    | [ 56 ] [ 57 ]   |
| Diệp Kiến Xuân                        |                                 | 1965 | Chu Ninh, Phúc Kiến       | Tỉnh trưởng Giang Tây |                                                                        | [ 58 ]          |
| Phùng Phi                             |                                 | 1962 | Đô Xương, Giang Tây       | Tỉnh trưởng Hải Nam (tới tháng 4, 2023) Bí thư Tỉnh ủy Hải Nam (từ tháng 3, 2023) |                                                                        | [ 59 ] [ 60 ]   |
| Khúc Thanh Sơn                        |                                 | 1957 | Yên Đài, Sơn Đông         | Viện trưởng Viện nghiên cứu Văn minh và Lịch sử Đảng | Ủy viên khóa XIX                                                       | [ 61 ]          |
| Nhậm Chấn Hạc (Thổ Gia)               |                                 | 1964 | Hạc Phong, Hồ Bắc         | Tỉnh trưởng Cam Túc |                                                                        | [ 62 ]          |
| Trang Vinh Văn                        |                                 | 1961 | Tuyền Châu, Phúc Kiến     | Phó Bộ trưởng Bộ Tuyên truyền Trung ương Chủ nhiệm Văn phòng Tin tức Internet Quốc gia |                                                                        | [ 63 ]          |
| Lưu Ninh                              |                                 | 1962 | Lâm Giang, Cát Lâm        | Bí thư Khu ủy Quảng Tây Chủ nhiệm Ủy ban Thường vụ Nhân Đại Quảng Tây | Ủy viên khóa XIX (dự khuyết)                                           | [ 18 ]          |
| Lưu Vĩ                                |                                 | 1965 | Chá Thành, Hà Nam         | Phó Bí thư chuyên chức Tỉnh ủy Cát Lâm (tới tháng 12, 2022) Phó Bí thư chuyên chức Thành ủy Bắc Kinh (từ tháng 12, 2022)                                                                                            |                                                                        | [ 64 ] [ 65 ]   |
| Lưu Tiểu Minh                         |                                 | 1964 | Dương Trung, Giang Tô     | Phó Bí thư chuyên chức Khu ủy Quảng Tây (tới tháng 4, 2023) Tỉnh trưởng Hải Nam (từ tháng 4, 2023) |                                                                        | [ 66 ] [ 67 ]   |
| Lưu Phát Khánh Trung tướng            |                                 | 1964 | Yển Sư, Hà Nam            | Bộ trưởng Bộ Động viên Quốc phòng Quân ủy Trung ương | Ủy viên khóa XIX (dự khuyết)                                           | [ 68 ]          |
| Lưu Thanh Tùng Thượng tướng           |                                 | 1963 | Chương Khâu, Sơn Đông     | Chính ủy Chiến khu Bắc Bộ |                                                                        | [ 69 ]          |
| Lưu Quốc Trung                        |                                 | 1962 | Vọng Khuê, Hắc Long Giang | Ủy viên Bộ Chính trị Bí thư Tỉnh ủy Thiểm Tây (tới tháng 11, 2022) Phó Tổng lý Quốc vụ viện (từ tháng 3, 2023) | Ủy viên khóa XIX                                                       | [ 13 ] [ 70 ]   |
| Lưu Kim Quốc                          |                                 | 1955 | Xương Lê, Hà Bắc          | Bí thư Ban Bí thư Phó Bí thư Ủy ban Kiểm tra Kỷ luật Trung ương Phó Chủ nhiệm Ủy ban Giám sát Nhà nước | Ủy viên khóa XIX Ủy viên Kiểm Kỷ khóa XVIII, XIX                       | [ 71 ]          |
| Lưu Kiến Siêu                         |                                 | 1964 | Đức Huệ, Cát Lâm          | Bộ trưởng Bộ Liên lạc Đối ngoại Trung ương | Ủy viên Kiểm Kỷ khóa XIX                                               | [ 72 ]          |
| Lưu Tuấn Thần                         |                                 | 1963 | Thượng Thái, Hà Nam       | Phó Tổng thư ký thường vụ Ủy ban Thường vụ Nhân Đại |                                                                        | [ 73 ]          |
| Lưu Chấn Lập Thượng tướng             |                                 | 1964 | Loan Thành, Hà Bắc        | Tham mưu trưởng Bộ Tham mưu liên hợp Quân ủy Trung ương | Ủy viên khóa XIX                                                       | [ 74 ]          |
| Lưu Hải Tinh                          |                                 | 1963 | Giang Âm, Giang Tô        | Phó Chủ nhiệm Văn phòng Ủy ban An toàn Quốc gia Trung ương Ủy viên Ủy ban Thường vụ Nhân Đại Trung Quốc khóa XIII Phó Chủ nhiệm Ủy ban Tư pháp và Giám sát Nhân Đại                                                 |                                                                        | [ 75 ]          |
| Tề Ngọc                               |                                 | 1961 | Ngô Khởi, Thiểm Tây       | Bí thư Đảng ủy Bộ Ngoại giao Ủy viên Ủy ban Thường vụ Nhân Đại Trung Quốc khóa XIII Phó Chủ nhiệm Ủy ban Thẩm tra tư cách đại biểu Nhân Đại                                                                         |                                                                        | [ 76 ]          |
| Hứa Cần                               |                                 | 1961 | Liên Vân Cảng, Giang Tô   | Bí thư Tỉnh ủy Hắc Long Giang Chủ nhiệm Ủy ban Thường vụ Nhân Đại Hắc Long Giang | Ủy viên khóa XIX                                                       | [ 77 ]          |
| Hứa Côn Lâm                           |                                 | 1965 | Vĩnh Xuân, Phúc Kiến      | Tỉnh trưởng Giang Tô |                                                                        | [ 78 ]          |
| Hứa Học Cường Thượng tướng            |                                 | 1963 | Hà Nam                    | Hiệu trưởng Đại học Quốc phòng |                                                                        | [ 79 ]          |
| Tôn Kim Long                          |                                 | 1962 | Chung Tường, Hồ Bắc       | Bí thư Đảng tổ, Phó Bộ trưởng Bộ Môi trường và Sinh thái | Ủy viên khóa XVII và XVIII (dự khuyết), XIX                            | [ 80 ]          |
| Tôn Thiệu Sính                        |                                 | 1960 | Hải Dương, Sơn Đông       | Bí thư Khu ủy Nội Mông Chủ nhiệm Ủy ban Thường vụ Nhân Đại Nội Mông | Ủy viên khóa XIX                                                       | [ 81 ]          |
| Âm Hòa Tuấn                           |                                 | 1963 | Cổ Giao, Sơn Tây          | Phó Bí thư Đảng tổ, Phó Viện trưởng thường vụ Viện Khoa học | Ủy viên khóa XIX (dự khuyết)                                           | [ 82 ]          |
| Nghiêm Kim Hải (Tạng)                 |                                 | 1962 | Dân Hòa, Thanh Hải        | Chủ tịch Tây Tạng | Ủy viên khóa XIX (dự khuyết)                                           | [ 83 ]          |
| Lý Ngật                               |                                 | 1960 | Cừ, Tứ Xuyên              | Bí thư Đảng tổ, Phó Chủ tịch Hội Liên hiệp Văn học nghệ thuật | Ủy viên khóa XIX                                                       | [ 84 ]          |
| Lý Vĩ Thượng tướng                    |                                 | 1960 | Tế Nguyên, Hà Nam         | Chính ủy Lực lượng Chi viện chiến lược |                                                                        | [ 85 ]          |
| Lý Hi                                 |                                 | 1956 | Lưỡng Đương, Cam Túc      | Ủy viên Ủy ban Thường vụ Cục Chính trị (thứ 7) Bí thư Ủy ban Kiểm tra Kỷ luật Trung ương | Ủy viên khóa XVII và XVIII (dự khuyết), XIX                            | [ 86 ]          |
| Lý Cường                              |                                 | 1959 | Thụy An, Chiết Giang      | Tổng lý Quốc vụ viện (từ tháng 3, 2023) Ủy viên Ủy ban Thường vụ Cục Chính trị (thứ 2) | Ủy viên khóa XVIII (bổ sung chính thức), XIX                           | [ 87 ] [ 88 ]   |
| Lý Cán Kiệt                           |                                 | 1964 | Vọng Thành, Hồ Nam        | Ủy viên Bộ Chính trị Bí thư Ban Bí thư Bí thư Tỉnh ủy Sơn Đông (tới tháng 12, 2022) Chủ nhiệm Ủy ban Thường vụ Nhân Đại Sơn Đông                                                                                    | Ủy viên khóa XIX                                                       | [ 89 ]          |
| Lý Tiểu Tân (nữ)                      |                                 | 1962 | Nhạc Dương, Hồ Nam        | Phó Bộ trưởng Bộ Tổ chức Trung ương Chủ nhiệm Văn phòng Ủy ban Biên chế cơ cấu Trung ương |                                                                        | [ 90 ]          |
| Lý Phượng Bưu Thượng tướng            |                                 | 1959 | An Tân, Hà Bắc            | Chính ủy Chiến khu Tây Bộ | Ủy viên khóa XIX                                                       | [ 91 ]          |
| Lý Thư Lỗi                            |                                 | 1964 | Nguyên Dương, Hà Nam      | Ủy viên Bộ Chính trị Bí thư Ban Bí thư Bộ trưởng Bộ Tuyên truyền Trung ương | Ủy viên Kiểm Kỷ khóa XVIII, XIX                                        | [ 92 ] [ 93 ]   |
| Lý Ngọc Siêu Thượng tướng             |                                 | 1962 | Tuy, Hà Nam               | Tư lệnh Quân chủng Tên lửa | Ủy viên khóa XIX (dự khuyết)                                           | [ 94 ]          |
| Lý Nhạc Thành                         |                                 | 1965 | Giam Lợi, Hồ Bắc          | Tỉnh trưởng Liêu Ninh |                                                                        | [ 95 ]          |
| Lý Ấp Phi                             |                                 | 1964 | Mặc Giang, Vân Nam        | Phó Bí thư Khu ủy Tân Cương Bí thư Đảng ủy, Chính ủy Binh đoàn Kiến thiết Tân Cương |                                                                        | [ 96 ]          |
| Lý Thượng Phúc Thượng tướng           |                                 | 1958 | Hưng Quốc, Giang Tây      | Ủy viên Ủy ban Quân sự Trung ương Bộ trưởng Bộ Phát triển Trang bị Quân ủy Trung ương Tổng Chỉ huy Chương trình Thần Châu                                                                                           | Ủy viên khóa XIX                                                       | [ 97 ]          |
| Lý Quốc Anh                           |                                 | 1963 | Vũ Châu, Hà Nam           | Bộ trưởng Bộ Thủy lợi | Ủy viên khóa XVIII (dự khuyết), XIX                                    | [ 98 ]          |
| Lý Bỉnh Quân                          |                                 | 1963 | Lâm Cù, Sơn Đông          | Tỉnh trưởng Quý Châu |                                                                        | [ 99 ]          |
| Lý Kiều Minh Thượng tướng             |                                 | 1961 | Yển Sư, Hà Nam            | Tư lệnh Lục quân | Ủy viên khóa XIX                                                       | [ 100 ]         |
| Lý Hiểu Hồng                          |                                 | 1959 | Hợp Xuyên, Tứ Xuyên       | Viện trưởng Viện Kỹ thuật | Ủy viên khóa XIX                                                       | [ 101 ]         |
| Lý Hồng Trung                         |                                 | 1956 | Xương Lạc, Sơn Đông       | Ủy viên Bộ Chính trị Bí thư Thành ủy Thiên Tân (tới tháng 12, 2022) | Ủy viên khóa XVI và XVII (dự khuyết), XVIII, XIX                       | [ 102 ]         |
| Dương Thành Trung tướng               |                                 | 1964 | Thiệu Dương, Hồ Nam       | Thường vụ Khu ủy Tân Cương Chính ủy Quân khu Tân Cương |                                                                        | [ 103 ]         |
| Dương Chí Lượng Trung tướng           |                                 | 1962 | Vũ Trắc, Hà Nam           | Chính ủy Hạm đội Nam Hải |                                                                        | [ 104 ]         |
| Dương Học Quân Thượng tướng, Viện sĩ  |                                 | 1963 | Vũ Thành, Sơn Đông        | Viện trưởng Viện Hàn lâm Khoa học Quân sự | Ủy viên khóa XVIII (dự khuyết), XIX                                    | [ 105 ]         |
| Tiêu Tiệp                             |                                 | 1957 | Khai Nguyên, Liêu Ninh    | Ủy viên Quốc vụ Tổng Thư ký Quốc vụ viện Chủ nhiệm Ủy ban Thuế quan Quốc vụ viện | Ủy viên khóa XVII, XVIII, XIX                                          | [ 106 ]         |
| Tiêu Bồi                              |                                 | 1961 | Trấn Giang, Giang Tô      | Phó Bí thư Ủy ban Kiểm tra Kỷ luật Trung ương Phó Chủ nhiệm Ủy ban Giám sát Nhà nước |                                                                        | [ 107 ]         |
| Ngô Hán Thánh                         |                                 | 1963 | Lâm Cù, Sơn Đông          | Phó Bí thư thường vụ Ủy ban Công tác cơ quan Quốc gia và Trung ương Đảng |                                                                        | [ 108 ]         |
| Ngô Á Nam Thượng tướng                |                                 | 1962 | Thạch Gia Trang, Hà Bắc   | Tư lệnh Chiến khu Trung Bộ |                                                                        | [ 109 ]         |
| Ngô Chính Long                        |                                 | 1964 | Cao Thuần, Giang Tô       | Bí thư Tỉnh ủy Giang Tô (tới tháng 12, 2022) Chủ nhiệm Ủy ban Thường vụ Nhân Đại Giang Tô | Ủy viên khóa XVIII (dự khuyết), XIX                                    | [ 110 ]         |
| Ngô Hiểu Quân                         |                                 | 1966 | Thái Hòa, Giang Tây       | Tỉnh trưởng Thanh Hải |                                                                        | [ 111 ]         |
| Hà Vệ Đông Thượng tướng               |                                 | 1957 | Đông Đài, Giang Tô        | Ủy viên Bộ Chính trị Phó Chủ tịch Quân ủy Trung ương |                                                                        | [ 112 ]         |
| Hà Lập Phong                          |                                 | 1955 | Hưng Ninh, Quảng Đông     | Ủy viên Bộ Chính trị Phó Tổng lý Quốc vụ viện (từ tháng 3, 2023) Phó Chủ tịch Chính Hiệp Toàn quốc (tới tháng 3, 2023) Chủ nhiệm Ủy ban Cải cách Phát triển Quốc gia (tới tháng 3, 2023)                            | Ủy viên khóa XVII và XVIII (dự khuyết), XIX                            | [ 113 ] [ 114 ] |
| Hà Hoành Quân Trung tướng             |                                 | 1961 | Dương, Thiểm Tây          | Phó Chủ nhiệm Bộ Công tác Chính trị Quân ủy Trung ương |                                                                        | [ 115 ]         |
| Trâu Gia Di (nữ)                      |                                 | 1963 | Vô Tích, Giang Tô         | Phó Tổng thư ký thường vụ Ủy ban Toàn quốc Chính Hiệp |                                                                        | [ 116 ]         |
| Ứng Dũng                              |                                 | 1957 | Tiên Cư, Chiết Giang      | Kiểm sát trưởng Viện Kiểm sát Nhân dân Tối cao (từ tháng 3, 2023) Phó Kiểm sát trưởng Viện Kiểm sát Nhân dân Tối cao (tới tháng 3, 2023)                                                                            | Ủy viên khóa XIX                                                       | [ 117 ] [ 118 ] |
| Uông Hải Giang Thượng tướng           |                                 | 1963 | An Nhạc, Tứ Xuyên         | Tư lệnh Chiến khu Tây Bộ |                                                                        | [ 119 ]         |
| Thẩm Xuân Diệu                        |                                 | 1960 | Lai Châu, Sơn Đông        | Chủ nhiệm Ủy ban Công tác pháp chế Thường vụ Nhân Đại Chủ nhiệm Ủy ban Luật Cơ bản Hồng Kông, Ma Cao Phó Chủ nhiệm Ủy ban Hiến pháp và Pháp luật Nhân Đại                                                           | Ủy viên khóa XIX (dự khuyết)                                           | [ 120 ]         |
| Thẩm Hiểu Minh                        |                                 | 1963 | Thiệu Hưng, Chiết Giang   | Bí thư Tỉnh ủy Hải Nam (tới tháng 3, 2023) Bí thư Tỉnh ủy Hồ Nam (từ tháng 3, 2023) | Ủy viên khóa XIX                                                       | [ 121 ] [ 122 ] |
| Thẩm Dược Dược (nữ)                   |                                 | 1957 | Ninh Ba, Chiết Giang      | Phó Ủy viên trưởng Ủy ban Thường vụ Nhân Đại Chủ tịch Hội Liên hiệp Phụ nữ | Ủy viên khóa XV và XVI (dự khuyết), XVII, XVIII, XIX                   | [ 123 ]         |
| Hoài Tiến Bằng Viện sĩ                |                                 | 1962 | Tế Nam, Sơn Đông          | Bộ trưởng Bộ Giáo dục | Ủy viên khóa XIX                                                       | [ 124 ]         |
| Trương Công                           |                                 | 1961 | Bắc Kinh                  | Thị trưởng Thiên Tân | Ủy viên khóa XIX (dự khuyết)                                           | [ 125 ]         |
| Trương Quân                           |                                 | 1956 | Bác Hưng, Sơn Đông        | Viện trưởng Pháp viện Nhân dân Tối cao (từ tháng 3, 2023) Kiểm sát trưởng Viện Kiểm sát Nhân dân Tối cao (tới tháng 3, 2023)                                                                                        | Ủy viên khóa XIX Ủy viên Kiểm Kỷ khóa XVII, XVIII                      | [ 126 ] [ 127 ] |
| Trương Lâm Trung tướng                |                                 | 1965 |                           | Bộ trưởng Bộ Bảo đảm Hậu cần Quân ủy Trung ương |                                                                        | [ 128 ]         |
| Trương Hựu Hiệp Thượng tướng          |                                 | 1950 | Vị Nam, Thiểm Tây         | Ủy viên Bộ Chính trị Phó Chủ tịch Quân ủy Trung ương | Ủy viên khóa XVIII, XIX                                                | [ 129 ]         |
| Trương Thăng Dân Thượng tướng         |                                 | 1958 | Vũ Công, Thiểm Tây        | Ủy viên Ủy ban Quân sự Trung ương Phó Bí thư Ủy ban Kiểm tra Kỷ luật Trung ương Bí thư Ủy ban Kiểm tra Kỷ luật Quân ủy Trung ương                                                                                   | Ủy viên khóa XIX                                                       | [ 130 ]         |
| Trương Ngọc Trác Viện sĩ              |                                 | 1962 | Thọ Quang, Sơn Đông       | Bí thư Đảng tổ, Phó Chủ tịch Hiệp hội Khoa học Kỹ thuật | Ủy viên khóa XIX (dự khuyết)                                           | [ 131 ]         |
| Trương Khánh Vĩ Viện sĩ               |                                 | 1961 | Lạc Đình, Hà Bắc          | Bí thư Tỉnh ủy Hồ Bắc Chủ nhiệm Ủy ban Thường vụ Nhân Đại Hồ Bắc | Ủy viên khóa XVI, XVII, XVIII, XIX                                     | [ 110 ]         |
| Trương Hồng Binh Thượng tướng         |                                 | 1966 | Hàm Ninh, Hồ Bắc          | Chính ủy Lực lượng Cảnh sát Vũ trang |                                                                        | [ 132 ]         |
| Trương Hoành Sâm                      |                                 | 1964 | Truy Bác, Sơn Đông        | Bí thư Đảng tổ Hiệp hội Tác gia |                                                                        | [ 133 ]         |
| Trương Vũ Phố (Hồi)                   |                                 | 1962 | Trường Thanh, Sơn Đông    | Chủ tịch Ninh Hạ |                                                                        | [ 134 ]         |
| Trương Quốc Thanh                     |                                 | 1964 | La Sơn, Hà Nam            | Ủy viên Bộ Chính trị Bí thư Tỉnh ủy Liêu Ninh (tới tháng 11, 2022) Phó Tổng lý Quốc vụ viện (từ tháng 3, 2023) | Ủy viên khóa XVII (dự khuyết), XVIII, XIX                              | [ 114 ] [ 135 ] |
| Lục Hạo                               |                                 | 1967 | Thượng Hải                | Chủ nhiệm Trung tâm Nghiên cứu Phát triển Quốc vụ viện | Ủy viên khóa XVIII, XIX                                                | [ 136 ]         |
| Lục Trị Nguyên                        |                                 | 1964 | Tuy Đức, Thiểm Tây        | Phó Bí thư chuyên chức Tỉnh ủy Sơn Đông Bí thư Thành ủy Thanh Đảo |                                                                        | [ 137 ]         |
| Trần Cương                            |                                 | 1965 | Cao Bưu, Giang Tô         | Bí thư Đảng tổ, Phó Chủ tịch Tổng Công hội (tới tháng 1, 2023) Bí thư Tỉnh ủy Thanh Hải (từ tháng 1, 2023) | Ủy viên khóa XIX (dự khuyết)                                           | [ 138 ] [ 139 ] |
| Trần Húc (nữ)                         |                                 | 1963 | Bảo Định, Hà Bắc          | Phó Bộ trưởng Bộ Công tác Mặt trận Thống nhất Trung ương Chủ nhiệm Văn phòng Kiều vụ Quốc vụ viện | Ủy viên khóa XIX (dự khuyết)                                           | [ 140 ]         |
| Trần Nhất Tân                         |                                 | 1959 | Thái Thuận, Chiết Giang   | Tổng cảnh giám, Bộ trưởng Bộ An ninh Quốc gia Tổng thư ký Ủy ban Chính trị Pháp luật Trung ương | Ủy viên khóa XIX (dự khuyết)                                           | [ 141 ] [ 142 ] |
| Trần Tiểu Giang                       |                                 | 1962 | Long Du, Chiết Giang      | Phó Bộ trưởng thường vụ Bộ Công tác Mặt trận Thống nhất Trung ương |                                                                        | [ 143 ]         |
| Trần Văn Thanh                        | Tập tin:Chen Wenqing Iran 2.jpg | 1960 | Nhân Thọ,Tứ Xuyên         | Ủy viên Bộ Chính trị Bí thư Ban Bí thư Bí thư Ủy ban Chính trị Pháp luật Trung ương | Ủy viên khóa XIX Ủy viên Kiểm Kỷ khóa XVII, XVIII                      | [ 144 ] [ 145 ] |
| Trần Cát Ninh                         |                                 | 1964 | Lê Thụ, Cát Lâm           | Ủy viên Bộ Chính trị Bí thư Thành ủy Thượng Hải | Ủy viên khóa XIX                                                       | [ 146 ] [ 147 ] |
| Trần Mẫn Nhĩ                          |                                 | 1960 | Chư Kỵ, Chiết Giang       | Ủy viên Bộ Chính trị Bí thư Thành ủy Trùng Khánh (tới tháng 12, 2022) Bí thư Thành ủy Thiên Tân (từ tháng 12, 2022)                                                                                                 | Ủy viên khóa XVII (dự khuyết), XVIII, XIX                              | [ 148 ] [ 149 ] |
| Nurlan Abilmazhinuly (Duy Ngô Nhĩ)    |                                 | 1962 | Hoắc Thành, Tân Cương     | Chủ tịch Ủy ban Chính Hiệp Tân Cương | Ủy viên khóa XVIII (dự khuyết), XIX                                    | [ 150 ]         |
| Miêu Hoa Thượng tướng                 |                                 | 1955 | Phúc Châu, Phúc Kiến      | Ủy viên Ủy ban Quân sự Trung ương Bộ trưởng Bộ Công tác Chính trị Quân ủy Trung ương | Ủy viên khóa XIX                                                       | [ 151 ]         |
| Lâm Vũ                                |                                 | 1962 | Phúc Châu, Phúc Kiến      | Bí thư Tỉnh ủy Sơn Tây (tới tháng 12, 2022) Chủ nhiệm Ủy ban Thường vụ Nhân Đại Sơn Tây Bí thư Tỉnh ủy Sơn Đông (từ tháng 12, 2022)                                                                                 |                                                                        | [ 152 ] [ 153 ] |
| Lâm Hướng Dương Thượng tướng          |                                 | 1964 | Phúc Thanh, Phúc Kiến     | Tư lệnh Chiến khu Đông Bộ |                                                                        | [ 154 ]         |
| Dịch Hội Mãn                          |                                 | 1964 | Thương Nam, Chiết Giang   | Chủ tịch Ủy ban Điều tiết Chứng khoán | Ủy viên khóa XIX (dự khuyết)                                           | [ 155 ]         |
| Dịch Luyện Hồng                       |                                 | 1959 | Liên Nguyên, Hồ Nam       | Bí thư Tỉnh ủy Giang Tây (tới tháng 12, 2022) Chủ nhiệm Ủy ban Thường vụ Nhân Đại Giang Tây Bí thư Tỉnh ủy Chiết Giang (từ tháng 12, 2022)                                                                          | Ủy viên khóa XIX (dự khuyết)                                           | [ 156 ] [ 157 ] |
| La Văn                                |                                 | 1964 | An Nhân, Hồ Nam           | Cục trưởng Tổng cục Giám sát thị trường Quốc gia |                                                                        | [ 158 ]         |
| Kim Tráng Long                        |                                 | 1964 | Định Hải, Chiết Giang     | Bộ trưởng Bộ Công nghiệp và Công nghệ thông tin | Ủy viên khóa XVII và XVIII (dự khuyết), XIX                            | [ 159 ]         |
| Kim Tương Quân                        |                                 | 1964 | Giang Hoa, Hồ Nam         | Phó Bí thư chuyên chức Thành ủy Thiên Tân (tới tháng 12, 2022) Tỉnh trưởng Sơn Tây (từ tháng 12, 2022) |                                                                        | [ 160 ] [ 161 ] |
| Chu Cường Thủ tịch Đại pháp quan      |                                 | 1960 | Hoàng Mai, Hồ Bắc         | Phó Chủ tịch Chính hiệp Trung Quốc (từ tháng 3, 2023) Viện trưởng Pháp viện Nhân dân Tối cao (tới tháng 3, 2023) | Ủy viên khóa XVI, XVII, XVIII, XIX                                     | [ 162 ] [ 163 ] |
| Chu Nãi Tường                         |                                 | 1961 | Nghi Hưng, Giang Tô       | Tỉnh trưởng Sơn Đông | Ủy viên khóa XIX (dự khuyết)                                           | [ 164 ]         |
| Chu Tổ Dực                            |                                 | 1965 | Thiên Thai, Chiết Giang   | Bộ trưởng Bộ Nhân Xã (tới tháng 11, 2022) Bí thư Tỉnh ủy Phúc Kiến (từ tháng 11, 2022) |                                                                        | [ 165 ] [ 166 ] |
| Trịnh Sách Khiết                      |                                 | 1961 | Chương Châu, Phúc Kiến    | Bí thư Tỉnh ủy An Huy (tới tháng 3, 2023) Chủ nhiệm Ủy ban Cải cách và Phát triển Quốc gia (từ tháng 3, 2023) |                                                                        | [ 167 ] [ 168 ] |
| Trịnh Tân Thông                       |                                 | 1963 | Tiên Du, Phúc Kiến        | Chủ nhiệm Văn phòng liên lạc Ma Cao Cố vấn Ủy ban An toàn Quốc gia Ma Cao |                                                                        | [ 169 ]         |
| Mạnh Phàm Lợi                         |                                 | 1965 | Lâm Nghi, Sơn Đông        | Phó Bí thư chuyên chức Tỉnh ủy Quảng Đông Bí thư Thành ủy Thâm Quyến |                                                                        | [ 170 ]         |
| Mạnh Tường Phong                      |                                 | 1964 | Bình Hương, Hà Bắc        | Phó Chủ nhiệm thường vụ Văn phòng Trung ương Đảng | Ủy viên khóa XIX                                                       | [ 171 ]         |
| Triệu Long                            |                                 | 1967 | Bàn Cẩm, Liêu Ninh        | Tỉnh trưởng Phúc Kiến |                                                                        | [ 172 ]         |
| Triệu Cương                           |                                 | 1968 | Tân Dân, Liêu Ninh        | Phó Bí thư chuyên chức Tỉnh ủy Thiểm Tây (tới tháng 12, 2022) Bí thư Thị ủy Diên An (tới tháng 1, 2023) Tỉnh trưởng Thiểm Tây (từ tháng 12, 2022)                                                                   |                                                                        | [ 173 ] [ 174 ] |
| Triệu Nhất Đức                        |                                 | 1965 | Ôn Lĩnh, Chiết Giang      | Tỉnh trưởng Thiểm Tây (tới tháng 11, 2022) Bí thư Tỉnh ủy Thiểm Tây (từ tháng 11, 2022) | Ủy viên khóa XIX (dự khuyết)                                           | [ 175 ] [ 176 ] |
| Triệu Lạc Tế                          |                                 | 1957 | Tây An, Thiểm Tây         | Ủy viên trưởng Nhân đại (từ tháng 3, 2023) Ủy viên Ủy ban Thường vụ Bộ Chính trị (thứ 3) Tổ trưởng Tiểu tổ lãnh đạo công tác Thanh tra Trung ương                                                                   | Ủy viên khóa XVI, XVII, XVIII, XIX                                     | [ 177 ] [ 178 ] |
| Triệu Hiểu Triết Trung tướng, Viện sĩ |                                 | 1963 | Đại Liên, Liêu Ninh       | Chủ nhiệm Ủy ban Khoa học Kỹ thuật Quân ủy Trung ương |                                                                        | [ 179 ]         |
| Hác Bằng                              |                                 | 1960 | Phượng Tường, Thiểm Tây   | Chủ nhiệm Ủy ban Quốc Tư (tới tháng 12, 2022) Bí thư Tỉnh ủy Liêu Ninh (từ tháng 11, 2022) | Ủy viên khóa XVIII (dự khuyết), XIX                                    | [ 180 ] [ 181 ] |
| Hồ Trung Minh Trung tướng             |                                 | 1964 | Thanh Đảo, Sơn Đông       | Tham mưu trưởng Hải quân |                                                                        | [ 182 ]         |
| Hồ Ngọc Đình                          |                                 | 1964 | Ngũ Đài, Sơn Tây          | Phó Bí thư chuyên chức Tỉnh ủy Liêu Ninh (tới tháng 4, 2023) Bí thư Thành ủy Đại Liên (tới tháng 4, 2023) Tỉnh trưởng Cát Lâm (từ tháng 4, 2023)                                                                    |                                                                        | [ 183 ] [ 184 ] |
| Hồ Xương Thăng                        |                                 | 1963 | Cao An, Giang Tây         | Tỉnh trưởng Hắc Long Giang (tới tháng 12, 2022) Bí thư Tỉnh ủy Cam Túc (từ tháng 12, 2022) | Ủy viên khóa XIX (dự khuyết)                                           | [ 185 ] [ 186 ] |
| Hồ Hoà Bình                           |                                 | 1962 | Lâm Nghi, Sơn Đông        | Phó Bộ trưởng Bộ Tuyên truyền Trung ương Bộ trưởng Bộ Văn hóa và Du lịch | Ủy viên khóa XVIII (dự khuyết), XIX                                    | [ 187 ]         |
| Hồ Xuân Hoa                           |                                 | 1963 | Ngũ Phong, Hồ Bắc         | Phó Tổng lý Quốc vụ viện | Ủy viên khóa XVII, XVIII, XIX                                          | [ 188 ]         |
| Hồ Hành Hoa                           |                                 | 1963 | Hành Nam, Hồ Nam          | Thị trưởng Trùng Khánh | Ủy viên khóa XIX (dự khuyết)                                           | [ 189 ]         |
| Chung Thiệu Quân Trung tướng          |                                 | 1968 | Khai Hóa, Chiết Giang     | Chủ nhiệm Văn phòng Quân ủy Trung ương Chủ nhiệm Văn phòng Chủ tịch Quân ủy Trung ương |                                                                        | [ 190 ]         |
| Tín Trường Tinh                       |                                 | 1963 | Huệ Dân, Sơn Đông         | Bí thư Tỉnh ủy Thanh Hải (tới tháng 1, 2023) Chủ nhiệm Ủy ban Thường vụ Nhân Đại Thanh Hải Bí thư Tỉnh ủy Giang Tô (từ tháng 1, 2023)                                                                               | Ủy viên khóa XIX (dự khuyết)                                           | [ 191 ] [ 192 ] |
| Hầu Khải                              |                                 | 1962 | Thẩm Dương, Liêu Ninh     | Tổng kiểm toán Văn phòng Kiểm toán Chủ tịch Ủy ban Kiểm toán Liên Hợp Quốc (từ tháng 1, 2023) | Ủy viên Kiểm Kỷ khóa XVII, XVIII                                       | [ 193 ] [ 194 ] |
| Hầu Kiến Quốc Viện sĩ                 |                                 | 1959 | Phúc Thanh, Phúc Kiến     | Viện trưởng Viện Khoa học | Ủy viên khóa XIX                                                       | [ 195 ]         |
| Du Khánh Giang Trung tướng            |                                 | 1963 | Nam Kinh, Giang Tô        | Tham mưu trưởng Không quân |                                                                        | [ 196 ]         |
| Du Kiến Hoa                           |                                 | 1961 | Diêm Thành, Giang Tô      | Cục trưởng Tổng cục Hải quan |                                                                        | [ 197 ]         |
| Hạ Vinh (nữ, Đại pháp quan I)         |                                 | 1962 | Lâm Ấp, Sơn Đông          | Phó Viện trưởng thường vụ Pháp viện Nhân dân Tối cao (đến tháng 2, 2023) Bộ trưởng Bộ Tư pháp (từ tháng 2, 2023) | Ủy viên Kiểm Kỷ khóa XIX                                               | [ 198 ] [ 199 ] |
| Hạ Quân Khoa                          |                                 | 1969 | Phượng Tường, Thiểm Tây   | Bí thư thứ nhất Trung ương Đoàn Thanh niên Cộng sản Chủ nhiệm Ủy ban Công tác toàn quốc Đội Thiếu niên Tiên phong                                                                                                   | Ủy viên khóa XIX (dự khuyết)                                           | [ 200 ]         |
| Tần Cương                             |                                 | 1966 | Thiên Tân                 | Đại sứ Trung Quốc tại Hoa Kỳ Bộ trưởng Bộ Ngoại giao (từ tháng 12, 2022) |                                                                        | [ 201 ] [ 202 ] |
| Tần Thụ Đồng Thượng tướng             |                                 | 1963 | Khương Yển, Giang Tô      | Chính ủy Lục quân |                                                                        | [ 203 ]         |
| Viên Hoa Trí Thượng tướng             |                                 | 1961 | Tiên Đào, Hồ Bắc          | Chính ủy Hải quân |                                                                        | [ 204 ]         |
| Viên Gia Quân Viện sĩ                 |                                 | 1962 | Thông Hóa, Cát Lâm        | Ủy viên Bộ Chính trị Bí thư Tỉnh ủy Chiết Giang (tới tháng 12, 2022) Chủ nhiệm Ủy ban Thường vụ Nhân Đại Chiết Giang Bí thư Thành ủy Trùng Khánh (từ tháng 12, 2022)                                                | Ủy viên khóa XVII (dự khuyết), XIX                                     | [ 205 ] [ 206 ] |
| Thiết Ngưng (nữ)                      |                                 | 1957 | Triệu, Hà Bắc             | Chủ tịch Hiệp hội Tác gia Chủ tịch Hội Liên hiệp Văn học nghệ thuật | Ủy viên khóa XVII (dự khuyết), XVIII, XIX                              | [ 207 ]         |
| Nghê Hồng                             |                                 | 1962 | An Sơn, Liêu Ninh         | Bộ trưởng Bộ Nhà ở và Kiến thiết thành thị, nông thôn |                                                                        | [ 208 ]         |
| Nghê Nhạc Phong                       |                                 | 1964 | Nhạc Tây, An Huy          | Bí thư Tỉnh ủy Hà Bắc Chủ nhiệm Ủy ban Thường vụ Nhân Đại Hà Bắc | Ủy viên khóa XVIII (dự khuyết), XIX                                    | [ 44 ]          |
| Từ Lân                                |                                 | 1963 | Thượng Hải                | Phó Bộ trưởng Bộ Tuyên truyền Trung ương (tới tháng 12, 2022) Cục trưởng Tổng cục Quảng Điện (tới tháng 12, 2022) Bí thư Tỉnh ủy Quý Châu (từ tháng 12, 2022)                                                       | Ủy viên khóa XIX                                                       | [ 209 ] [ 210 ] |
| Từ Tây Thịnh Trung tướng              |                                 | 1964 | Tân Thái, Sơn Đông        | Phó Chính ủy Chiến khu Nam Bộ |                                                                        | [ 211 ]         |
| Từ Trung Ba Thượng tướng              |                                 | 1960 | Nhũ Sơn, Sơn Đông         | Chính ủy Quân chủng Tên lửa Giải phóng quân | Ủy viên khóa XIX (dự khuyết)                                           | [ 212 ]         |
| Từ Khởi Linh Thượng tướng             |                                 | 1962 | Hoài Dương, Hà Nam        | Phó Tham mưu trưởng Bộ Tham mưu liên hợp Quân ủy Trung ương |                                                                        | [ 213 ]         |
| Từ Đức Thanh Thượng tướng             |                                 | 1963 | Sùng Châu, Tứ Xuyên       | Chính ủy Chiến khu Trung Bộ |                                                                        | [ 214 ]         |
| Ân Dũng                               |                                 | 1969 | Vũ Hán, Hồ Bắc            | Phó Bí thư chuyên chức Thành ủy Bắc Kinh (tới tháng 11, 2022) Thị trưởng Bắc Kinh (từ tháng 11, 2022) |                                                                        | [ 215 ] [ 216 ] |
| Cao Tường                             |                                 | 1963 | Nam Bộ, Tứ Xuyên          | Phó Viện trưởng thường vụ Viện Khoa học xã hội (tới tháng 12, 2022) Viện trưởng Viện nghiên cứu Lịch sử Trung Quốc Viện trưởng Viện Khoa học xã hội (từ tháng 12, 2022)                                             |                                                                        | [ 217 ] [ 218 ] |
| Cao Chí Đan                           |                                 | 1963 | Tứ Bình, Cát Lâm          | Cục trưởng Tổng cục Thể dục thể thao Chủ tịch Ủy ban Olympic Trung Quốc |                                                                        | [ 219 ]         |
| Quách Phổ Hiệu Thượng tướng           |                                 | 1964 | Diệu Châu, Thiểm Tây      | Chính ủy Không quân |                                                                        | [ 220 ]         |
| Đường Nhân Kiện                       |                                 | 1962 | Trùng Khánh               | Bộ trưởng Bộ Nông nghiệp và Nông thôn | Ủy viên khóa XIX                                                       | [ 221 ]         |
| Đường Đăng Kiệt                       |                                 | 1964 | Thượng Hải                | Bộ trưởng Bộ Dân chính | Ủy viên khóa XIX (dự khuyết)                                           | [ 222 ]         |
| Hoàng Minh Trung tướng                |                                 | 1963 | Nghi Hưng, Giang Tô       | Tham mưu trưởng Lục quân |                                                                        | [ 223 ]         |
| Hoàng Cường                           |                                 | 1963 | Đông Dương, Chiết Giang   | Tỉnh trưởng Tứ Xuyên |                                                                        | [ 224 ]         |
| Hoàng Thủ Hoành                       |                                 | 1964 | Phạm, Hà Nam              | Chủ nhiệm Văn phòng Nghiên cứu Quốc vụ viện | Ủy viên khóa XIX                                                       | [ 225 ]         |
| Hoàng Khôn Minh                       |                                 | 1956 | Thượng Hàng, Phúc Kiến    | Ủy viên Bộ Chính trị Bí thư Tỉnh ủy Quảng Đông | Ủy viên khóa XVIII (dự khuyết), XIX                                    | [ 226 ] [ 227 ] |
| Hoàng Kiến Phát                       |                                 | 1965 | Thiệu Vũ, Phúc Kiến       | Phó Bí thư chuyên chức Tỉnh ủy, Bí thư Ủy ban Chính Pháp Chiết Giang |                                                                        | [ 228 ]         |
| Hoàng Hiểu Vi                         |                                 | 1961 | Hải Thành, Liêu Ninh      | Bí thư thứ nhất Hội Liên hiệp Phụ nữ | Ủy viên khóa XIX (dự khuyết)                                           | [ 229 ]         |
| Cung Chính                            |                                 | 1960 | Tô Châu, Giang Tô         | Thị trưởng Thượng Hải | Ủy viên khóa XIX                                                       | [ 230 ]         |
| Thường Đinh Cầu Thượng tướng          |                                 | 1967 | Hành Dương, Hồ Nam        | Tư lệnh Không quân | Ủy viên khóa XIX (dự khuyết)                                           | [ 231 ]         |
| Thỏa Chấn                             |                                 | 1959 | Phương Thành, Hà Nam      | Xã trưởng Nhân Dân nhật báo | Ủy viên khóa XIX (dự khuyết)                                           | [ 232 ]         |
| Lương Ngôn Thuận                      |                                 | 1962 | Thái An, Sơn Đông         | Bí thư Khu ủy Ninh Hạ Chủ nhiệm Ủy ban Thường vụ Nhân Đại Ninh Hạ |                                                                        | [ 233 ]         |
| Lương Huệ Linh (nữ)                   |                                 | 1962 | Nghi Thành, Hồ Bắc        | Chủ nhiệm Hợp tác xã Cung ứng Tiếp thị (tới tháng 12, 2022) Tỉnh trưởng Hắc Long Giang (từ tháng 12, 2022) |                                                                        | [ 234 ] [ 235 ] |
| Thầm Di Cầm (nữ, Bạch)                |                                 | 1959 | Chức Kim, Quý Châu        | Bí thư Tỉnh ủy Quý Châu (tới tháng 12, 2022) Chủ nhiệm Ủy ban Thường vụ Nhân Đại Quý Châu | Ủy viên khóa XVII và XVIII (dự khuyết), XIX                            | [ 236 ]         |
| Đổng Quân Thượng tướng                |                                 | 1963 | Yên Đài, Sơn Đông         | Tư lệnh Hải quân |                                                                        | [ 237 ]         |
| Hàn Tuấn                              |                                 | 1963 | Cao Thanh, Sơn Đông       | Tỉnh trưởng Cát Lâm (tới tháng 4, 2023) Bí thư Tỉnh ủy An Huy (từ tháng 4, 2023) |                                                                        | [ 238 ] [ 239 ] |
| Hàn Văn Tú                            |                                 | 1963 | Tán Hoàng, Hà Bắc         | Phó Chủ nhiệm thường vụ Văn phòng Ủy ban Tài chính Trung ương |                                                                        | [ 240 ]         |
| Cảnh Tuấn Hải                         |                                 | 1960 | Bạch Thủy, Thiểm Tây      | Bí thư Tỉnh ủy Cát Lâm Chủ nhiệm Ủy ban Thường vụ Nhân Đại Cát Lâm | Ủy viên khóa XIX (dự khuyết)                                           | [ 241 ]         |
| Trình Lệ Hoa (nữ)                     |                                 | 1965 | Cố Thủy, Hà Nam           | Phó Bí thư chuyên chức Tỉnh ủy An Huy | Ủy viên khóa XIX (dự khuyết)                                           | [ 242 ]         |
| Phó Hoa                               |                                 | 1964 | Như Đông, Giang Tô        | Xã trưởng Tân Hoa Xã |                                                                        | [ 243 ]         |
| Đồng Kiến Minh                        |                                 | 1963 | Thuần An, Chiết Giang     | Phó Kiểm sát trưởng thường vụ Viện Kiểm sát Nhân dân Tối cao |                                                                        | [ 244 ]         |
| Tạ Xuân Đào                           |                                 | 1963 | Lâm Thuật, Sơn Đông       | Phó Hiệu trưởng thường vụ Trường Đảng Trung ương Phó Viện trưởng thường vụ Học viện Hành chính Quốc gia | Ủy viên khóa XIX (dự khuyết)                                           | [ 245 ]         |
| Lam Thiên Lập (Tráng)                 |                                 | 1962 | Nghi Châu, Quảng Tây      | Chủ tịch Quảng Tây | Ủy viên khóa XIX (dự khuyết)                                           | [ 246 ]         |
| Lam Phật An                           |                                 | 1962 | Huệ Đông, Quảng Đông      | Tỉnh trưởng Sơn Tây (tới tháng 12, 2022) Bí thư Tỉnh ủy Sơn Tây (từ tháng 12, 2022) | Ủy viên Kiểm Kỷ khóa XIX                                               | [ 247 ] [ 248 ] |
| Lâu Dương Sinh                        |                                 | 1959 | Phố Giang, Chiết Giang    | Bí thư Tỉnh ủy Hà Nam Chủ nhiệm Ủy ban Thường vụ Nhân Đại Hà Nam | Ủy viên khóa XIX                                                       | [ 249 ]         |
| Lôi Phàm Bồi Viện sĩ                  |                                 | 1963 | Cáp Dương, Thiểm Tây      | Chủ tịch Tập đoàn Đóng thuyền Trung Quốc | Ủy viên khóa XIX (dự khuyết)                                           | [ 250 ]         |
| Thận Hải Hùng                         |                                 | 1967 | Hồ Châu, Chiết Giang      | Phó Bộ trưởng Bộ Tuyên truyền Trung ương Đài trưởng, Tổng biên tập Đài Phát thanh Truyền hình Trung ương | Ủy viên khóa XIX (dự khuyết)                                           | [ 251 ]         |
| Thái Kỳ                               |                                 | 1955 | Vưu Khê, Phúc Kiến        | Ủy viên Ủy ban Thường vụ Cục Chính trị (thứ 5) Bí thư thứ Nhất Ban Bí thư Bí thư Thành ủy Bắc Kinh (tới tháng 11, 2022)                                                                                             | Ủy viên khóa XIX                                                       | [ 252 ]         |
| Thái Kiếm Giang                       |                                 | 1963 | Vô Tích, Giang Tô         | Tổng thư ký Ủy ban Quản lý giao thông không lưu | Ủy viên khóa XIX (dự khuyết)                                           | [ 253 ]         |
| Bùi Kim Giai                          |                                 | 1963 | An Khê, Phúc Kiến         | Bộ trưởng Bộ Cựu chiến binh | Ủy viên khóa XIX (dự khuyết)                                           | [ 208 ]         |
| Phan Nhạc                             |                                 | 1960 | Nam Kinh, Giang Tô        | Phó Bộ trưởng Bộ Công tác Mặt trận Thống nhất Trung ương Chủ nhiệm Ủy ban Sự vụ dân tộc Quốc gia | Ủy viên khóa XIX (dự khuyết)                                           | [ 254 ]         |